# 1941 Wild
1941 Wild eller 1931 TN1 är en asteroid i huvudbältet, som upptäcktes 6 oktober 1931 av den tyske astronomen Karl Wilhelm Reinmuth i Heidelberg. Den har fått sitt namn efter den schweiziske astronomen Paul Wild.
Asteroiden har en diameter på ungefär 17 kilometer och den tillhör asteroidgruppen Hilda.